# ヤングタウンAM
ヤングタウンAMは、1975年4月から1986年3月まで文化放送の制作により、火曜 - 日曜未明（月曜 - 土曜深夜）0時から1時にNRN加盟各社へ裏送りで放送されていたラジオ番組。副題に『若者がつくるヤングの広場』が付いていた。同枠の後番組は、『ミュージックステーション』。

## 主なパーソナリティ
- みのもんた
- 高橋民夫
- 坂信一郎
- 中西啓子（月曜、1976年・1977年当時 →のち土曜、1981年9月まで）[2]
- 大津和子（火曜、1976年・1977年当時）
- 吉田照美（水曜、1976年・1977年当時）
- 花崎啓子（木曜、1976年・1977年当時）
- 本間令子（金曜、1976年・1977年当時）
- 中田秀作（土曜、1976年・1977年当時）
- 出川有
- 扇逸平（月曜、1983年3月まで）[2]
- 佐々木なほ子（火曜、1981年9月まで）[2]
- 丹羽孝子（水曜、1981年9月まで）[2]
- いぬいみずえ（木曜、1981年9月まで）[2]
- 高橋小枝子（金曜、1981年9月まで）[2]
- 小林寛子（火曜、1981年10月から）
- 梶原茂（水曜、1981年10月 - 1983年3月）
- 矢野真紀子（木曜、1981年10月から）
- 竹内靖夫（金曜、1981年10月から）
- 寺島尚正（土曜、1981年10月 - 1983年3月 →月曜、1983年4月から）
- 小俣雅子（水曜、1983年4月から）
- 向信子（土曜、1983年4月から）

## ネット局
- 青森放送（青森県。1982年 - 1984年3月の間放送。この間、平日深夜0時台に放送されていた『ナイトブリッジ・フォー・ユー』は、平日20時台（ナイターオフ枠）に移動して放送）
- 山形放送（山形県）[2]
- 北日本放送（富山県）[3]
- 山陰放送（鳥取県、島根県。0:50で飛び降り）[2]
- 山口放送（山口県。1:00 - 2:00に時差放送）[2]
- 四国放送（徳島県）[2]
- 高知放送（高知県）

## 備考
上記以外のNRN加盟各社の大半は、ニッポン放送制作のスポンサードネット番組を放送していた。その内訳は、30分番組である『日立ミュージック・イン・ハイフォニック』（日立製作所提供）と『コッキーポップ』（ヤマハ提供）などの組み合わせだった。
オープニング及びエンディングで流れたテーマ曲は、ザ・ベンチャーズ演奏の『Telstar』。1983年の時点では、テーマ曲はシャドウズの『Blue Star』に変更。
NRNの準幹事局でJRNにも加盟しているMBSラジオが、ラジオ・テレビ兼営体制の毎日放送時代から断続的に放送している『MBSヤングタウン』（関西ローカル向けの深夜番組）シリーズとは無関係。毎日放送は『コッキーポップ』のネット局でもあったが、当番組を放送しなかった。その一方で、JRN幹事局の東京放送（現在のTBSラジオ）が1969年10月から1986年9月まで関東ローカルで毎週土曜日に放送していた『ヤングタウンTOKYO』シリーズは、『MBSヤングタウン』の姉妹番組に当たる。